# Odynerus rhynchoides
Odynerus rhynchoides är en stekelart som beskrevs av Henri Saussure. Odynerus rhynchoides ingår i släktet lergetingar, och familjen Eumenidae. Inga underarter finns listade i Catalogue of Life.